# マヒヤーワ
マヒヤーワ(Mahyawa)は、イラン料理に用いられる辛いソースで、発酵した魚から作られる魚醤の一種である。

## 歴史
マヒヤーワは、イラン南部の海岸地帯が発祥であるが、フワラ人やアジャムの移動に伴って、ペルシア湾沿いの多くの国で人気の食物となった。
通常、regagまたはtumushiと呼ばれるウエハース上の薄いサクサクしたフラットブレッドやfalaziの上にかけて提供される。マヒヤーワは、塩漬けのアンチョビと、ウイキョウ、クミン、コリアンダー、マスタード等のスパイスから作る。
イラン南部、特にホルモズガーン州、ブーシェフル州、ファールス州南部等のベーカリーや露店で透明な瓶詰めで販売される。